# Collerson Lake
Collerson Lake är en sjö i Antarktis. Den ligger i Östantarktis. Australien gör anspråk på området. Collerson ligger 5 meter över havet.